# 31174 Rozelot
31174 Rozelot è un asteroide della fascia principale. Scoperto nel 1997, presenta un'orbita caratterizzata da un semiasse maggiore pari a 2,8406358 UA e da un'eccentricità di 0,1203271, inclinata di 0,85400° rispetto all'eclittica.